# 托科佩羅市

托科佩羅市（西班牙語：Municipio Tocópero），是委內瑞拉的一個市，位於該國西北部法爾孔州，首府設於托科佩羅，面積83平方公里，2011年人口5,519，人口密度為每平方公里66.49人。